# Zodariellum
Genre
Zodariellum est un genre d'araignées aranéomorphes de la famille des Zodariidae.

## Distribution
Les espèces de ce genre se rencontrent en Asie centrale, en Asie de l'Est, en Iran et en Russie.

## Liste des espèces
Selon World Spider Catalog (version 26, 18/03/2025) :
- Zodariellum asiaticum (Tystshenko, 1970)
- Zodariellum bactrianum (Kroneberg, 1875)
- Zodariellum bekuzini (Nenilin, 1985)
- Zodariellum chaoyangense (C. D. Zhu & S. F. Zhu, 1983)
- Zodariellum continentale (Andreeva & Tystshenko, 1968)
- Zodariellum dagestanum Ponomarev & Shmatko, 2023
- Zodariellum doroshkini Fomichev & Zamani, 2024
- Zodariellum furcum (Zhu, 1988)
- Zodariellum hunanense (Yin, 2012)
- Zodariellum kattakum Fomichev & Zamani, 2024
- Zodariellum martinae Shafaie & Pekár, 2025
- Zodariellum mongolicum Marusik & Koponen, 2001
- Zodariellum nenilini (Eskov, 1995)
- Zodariellum planum (B. S. Zhang & F. Zhang, 2019)
- Zodariellum proszynskii (Nenilin & Fet, 1985)
- Zodariellum schmidti Marusik & Koponen, 2001
- Zodariellum spasskyi (Charitonov, 1946)
- Zodariellum surprisum (Andreeva & Tystshenko, 1968)
- Zodariellum sytchevskajae (Nenilin & Fet, 1985)
- Zodariellum tadzhikum (Andreeva & Tystshenko, 1968)
- Zodariellum testaceofasciatum (Spassky, 1941)
- Zodariellum turanicum Zamani & Marusik, 2022
- Zodariellum turkmenicum Zamani & Marusik, 2022
- Zodariellum volgouralense Ponomarev, 2007
- Zodariellum zebra (Charitonov, 1946)

## Systématique et taxinomie
Ce genre a été décrit par Andreeva et Tyschchenko en 1968 dans les Zodariidae.

## Publication originale
- Andreeva & Tyschchenko, 1968 : « Materials on the fauna of spiders (Aranei) of Tadjikistan. II. Zodariidae. » Zoologičeskij Žurnal, vol. 47, p. 684-689.